# Gilmoreosaurus kysylkumensis
 Gilmoreosaurus kysylkumensis es una especie dudosa del género extinto Gilmoreosaurus (“lagarto de Gilmore”) de dinosaurio ornitópodo hadrosauroide que vivió a finales del período Cretácico en el Coniaciense, hace aproximadamente 89 millones de años en lo que es hoy Asia. Nessov et al. lo describieron en 1989 de la Formación Bissekty, hace 89 millones de añosy, se incluye a veces, aunque también se ha referido al género relacionado Bactrosaurus.